# Алазани
Алаза́ни, Алаза́нь (груз. ალაზანი [алазани], азерб. Qanıx [Ганых], авар. Алазан, чечен. Алаз, цахур. Дур) — река на востоке Грузии; на западе Азербайджана носит название Ганы́х. Частично формирует границу между двумя республиками. Ныне впадает в Мингечевирское водохранилище, ранее являлась одним из крупнейших левых притоков реки Куры. Длина Алазани — 351 км (по другим данным — 391 км), площадь водосбора — 10 800 км².

## Гидрография
С левой стороны она принимает множество притоков, стекающих с Главного Кавказского хребта; эти реки обильны водой и никогда не пересыхают. Малочисленные правые притоки, стекающие с Кахетинского хребта, весной представляют собой бурные потоки, а летом — пересохшие овраги. В нижнем течении на протяжении более 100 км Алазани справа не принимает ни одного притока. Бассейн реки Алазани является главным селеопасным районом Кавказа. Самый большой приток Алазани — река Иори.
Другие крупные притоки Алазани — реки Катехчай, Дуруджи, Инцоба, Курмухчай (все левые).